# Luis Guillermo Piazza
Luis Guillermo Piazza Rennella (Córdoba, Argentina, 1921 - Ciudad de México, México, 2007) fue un escritor (crónica, novela, poesía, ensayo) argentino fundador de la Editorial Novaro, una de las primeras del país en publicar historietas. Es conocido por crear el premio Novela México; autor de la primera novela psicodélica en español "La Mafia"; y por haber nombrado al principal grupo de intelectuales mexicanos de los 60's con ese nombre. También se le atribuye el apelativo "Zona Rosa".

## Primeros años y vida personal
Nació en Córdoba, Argentina, y cursó sus estudios secundarios en el Colegio Montserrat de la misma ciudad, estudió la carrera en Derecho y Ciencias Sociales en la Universidad Nacional de Córdoba, de donde luego se doctoró y fue becario del Instituto de Educación Interamericana de Nueva York en 1947, posteriormente cursó un posgrado en ciencias políticas en la Universidad Brown en Rhode Island, escuela donde luego fue profesor de literatura hispanoamericana.

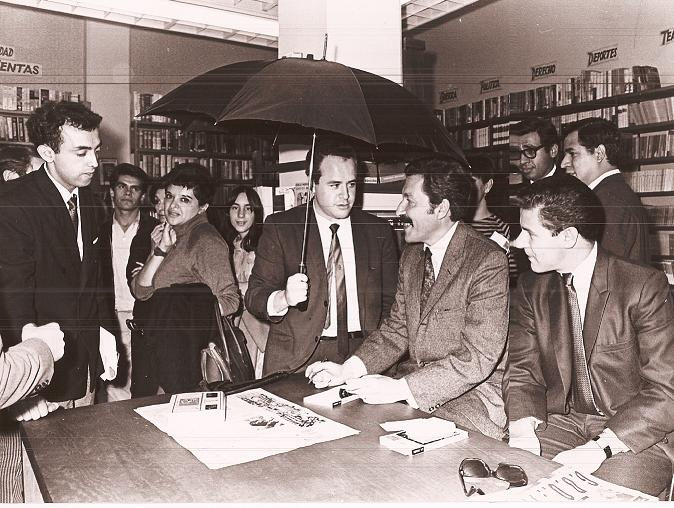
Presentación del libro La Mafia.

Estuvo casado con Yolanda Suárez Savini, una belleza de la época con quien frecuentaba los círculos intelectuales en los que destacaban escritores y pintores de la talla de Rulfo, Arreola, Tito Monterroso, Ibargüengoitia, Carlos Fuentes, Octavio Paz, Tamayo, Leonora Carrington y Cuevas. Tuvieron tres hijos: Martín, Teresa y Mariana.
Hubo un tiempo en que Luis Guillermo Piazza y Carlos Monsiváis por una amistad entrañable caminaron juntos, se les veía participar en eventos literarios en las décadas de los 70 y los 80. Después cada quien realizó su actividad intelectual por diferentes senderos.
Piazza fue un hombre agradable, de extraordinarios modales, educado, caballeroso, con una amigable sonrisa a flor de labios, y siempre dispuesto a dar un abrazo fraternal y sincero. Su vida se caracterizó por su sentido del humor cáustico y  sus importantes aportaciones a la cultura nacional.

## Carrera
Participó como especialista en Derecho Latinoamericano en la Unión Panamericana, de la Organización de Estados Americanos (OEA) en 1949 y en 1952, año en que estableció su residencia en México. Se volvió director de Acción Cultural de la Organización; con ese puesto recorrió todo el Continente Americano. Fue fundador y secretario general de Acción Cultural del Acuerdo OEA-Unesco-Gobierno de México, asesor de la Presidencia de la Comisión de Derechos Humanos del Distrito Federal y Asesor Cultural de Unión Panamericana OEA y Cronista de la Zona Rosa.
Asimismo fungió como profesor de la Facultad de Ciencias Políticas y Sociales de la Universidad Nacional Autónoma de México. Y fue catedrático de la Universidad Iberoamericana y de la Sociedad General de Escritores de México (Sogem).
Fue especialmente reconocido por sus ensayos y su labor periodística: En "El país más viejo del mundo" reflexiona sobre cómo Estados Unidos es un país moderno que suele ser el primero en innovar y probar las cosas. El título lo tomó de Gertrude Stein, quien consideraba a Estados Unidos como el país donde todo sucedía primero. Por ya haber sucedido, puede representar lo que vendrá, escribía Piazza. No le faltaba razón, y menos en los sesenta, donde todo, desde el rock and roll hasta la liberación sexual y las nuevas formas de cronicar la realidad, sucedían primero allá y luego en México. Se trata de un libro admirable por su análisis de cómo los escritores norteamericanos han contribuido a formar las mitologías que le dan relieve a esa nación. 
En "Los hombres y las cosas solo querían jugar" no sigue ninguna trama. En su penúltima novela, "Temporada de Excusas", utiliza personalidades reconocidas del ámbito cultural latinoamericano como personajes, tales como Juan Carlos Onetti, Juan Rulfo o Cristina Pacheco.
Trabajó cerca de 20 años en la Editorial Novaro, que fue pionera del cómic en Latinoamérica, publicando historietas como Tarzán, Superman, Batman y El Capitán Marvel, entre otras. En esa misma editora dirigió las colecciones “Grandes Escritores Latinoamericanos” y “Nuevos Valores Mexicanos”, en las que, en su momento, publicaron sus primeras obras algunos de los ahora más reconocidos escritores mexicanos, como José Agustín,  Fernando Curiel, Armando Ramírez. Como dato curioso, en Novaro Piazza le dio trabajo de velador al Che Guevara.
También participó como columnista, editorialista y cronista en varias revistas y periódicos como Snob, Revista Mexicana de Literatura, Vogue, Play Boy, Excélsior y El Financiero. En este último diario publicó hasta el momento de su muerte y dejó varias publicaciones inéditas.
En 1980 fundó el programa de Televisa "Para Gente Grande" en el que trabajó durante doce años.
A nivel internacional fue seleccionado en varias ocasiones por la Universidad de Cambridge para el “Who’s Who” de personalidades mundiales de la cultura y también se desempeñó como investigador asistente en la Universidad Yale. 
Controvertida figura del medio literario mexicano por su carácter corrosivo e irónico, Piazza mereció no obstante los comentarios benévolos de Alfonso Reyes, Victoria Ocampo, Andrés Henestrosa, Octavio Paz, Carlos Fuentes, Tito Monterroso, Margarita Michelena, Alejandro Rossi, Salvador Elizondo, Susan Sontang, María Luisa Mendoza y René Avilés Fabila, entre otros. Se ha dicho sobre él: "Piazza era ocurrente, divertido, simpático, extrovertido, amigo de pasarse buenos ratos. Bajó en mula al Gran Cañón del Colorado y su padrino de boda fue Juan Ramón Jiménez. A José Luis Cuevas le ganó en un volado la paternidad del término Zona Rosa . Sabía de los entretelones de las letras mexicanas, sus chismes, sus golpes bajos, sus miserias. Una tarjeta de presentación suya, se decía, bastaba para ser admitido en una fiesta de Carlos Fuentes. En ciertos suplementos, en los programas de Malgesto, en las reuniones barato-elogio-mutualistas, Piazza es el Show. Algunos como Monsiváis, que hasta las antologías tira a relajo, con Piazza se hechiza y boquiabiertea, se entrega hasta el éxtasis". 
Desde 1961, en que empezó a intrigar en el ambiente , como dice Huberto Batis, Luis Guillermo Piazza estaba encaminado a ser uno de los beautiful ones. Era el hipnotizador número uno de nuestro medio literario , como afirma Gabriel Zaid. Pero algo sucedió. Se perdió y no alcanzó los niveles de sus compañeros de mafia. Al releer su obra hay un cierto tono de hastío. El hastío por perseverar en alcanzar el estrellato literario. En Temporada de excusas se lee lo que casi podría ser su epitafio: "Tengo que escribir lo otro. Tengo que cumplir, quedar bien. Uno nunca queda bien, sólo inmediatamente después del entierro".  
Sin nunca retirarse, falleció en 2007 luego de sufrir enfermedad de Parkinson durante varios años. Una de las frases de su legado: "Yo me he muerto varias veces estos años, y ha sido el único modo de seguir viviendo".

## La Mafia
Piazza bautiza como "La Mafia" al grupo intelectual de los sesenta conformado por Octavio Paz, José Luis Cuevas, Carlos Fuentes y otros quienes, según él, tenían como jefe al periodista Fernando Benítez. Posteriormente, en un esfuerzo por desmitificar el ambiente cultural de la Zona Rosa, publica en 1967 la novela con el mismo nombre que es la primera novela psicodélica escrita en español. Es considerada una crónica CAMP y surreal de las fiestas de "La Mafia", sus intereses por convertirse en celebridades y no ser nacionalistas.
Mauricio Carrera escribió sobre La Mafia: Una crónica de lo camp, pop, surreal y psicodélico, reflejado en el comportamiento de la intelectualidad mexicana. Sus fiestas, lo que estaba in o out, sus afanes por no ser provincianos, su desdén por los has not beens y su interés puesto en aparecer en las páginas de sociales. Es la Dolce vita emprendida por los mafiosos principales, Cuevas, Pacheco, Monsiváis y Fuentes, comandados por Fernando Benítez, a quien Piazza denomina como El Jefe Indiscutido de la Mafia.
Se trata de una mirada desde adentro a ese grupo, sus excesos, su cosmopolitismo, su denodada lucha contra el anonimato, sus mecanismos de relaciones públicas y de búsqueda de prestigio. No es una crítica sino la construcción de un mito. La mafia, define Piazza, es un estado-de-ánimo sujeto de oración y de título intercambiable impunemente por La Clase Media, La Felicidad, La Condición del Novelista, La Vocación del Pintor Abstracto, la Zona Rosa, La Cultura en México, Escribir Poesía, Ser Latinoamericano, Hacer Cine Nacional, La Elegancia, La Moda, El Humor . Es el nacimiento del intelectual moderno, que lo mismo recita La suave patria en francés que posa para las cámaras y se busca en la Ensalada Popoff de Barrios Gómez. Es el halago mutuo como defensa ante los mediocres arribistas. Es el comienzo del este país no me merece . De la mercadotecnia del boom. De la hipocondría de Cuevas para viajar ( piensa: es un riesgo, tomamos un avión, dejamos a nuestras familias, los hijos, peligran nuestras vidas ) y del magnífico sentido de orientación a los reflectores de Carlos Fuentes: Yosoymipropiamafia .
Es de admirarse la búsqueda de un estilo moderno en Piazza, que abarcara distintos planos, distintos ritmos, distintos tiempos, distintos discursos de eso que se denomina realidad. En Temporada de excusas (1980), ésta sí una novela, otorga una clave para entenderlo: El orden (el caos) de la trama le debe menos a Las Mil y Una Noches que a la vida misma. La alternancia de dos niveles de existencia corresponde a la regla autobiográfica de Virginia Woolf: el rápido pasaje de sucesos y acciones, el lento descubrir de solemnes instantes de concentrada emoción . En La mafia hay un deseo por formar parte de los tiempos que corren, de escribir como los tiempos que corren. Hay una premisa, también, por mostrar la necesidad de responder a la pregunta: ¿Qué es vivir intensamente? , como se interroga al final del libro, con la vocación escandalosa por la fiesta y el quehacer solitario del artista. O sea , dice Piazza, una cosa era la vida orgiástica y bohemia, la frivolidad y el snobismo que podían mostrarse como falaz apariencia, y otra cosa muy diferente era la labor silenciosa y callada que después de todo se evidenciaba en el otorgamiento de galardones de toda índole y en reconocimientos a escala supranacional.
Los cómplices se basa en la noticia de un sonado crimen: unos abuelos asesinados aparentemente por su nieto (el caso de los Flores Muñoz); la novela puede considerarse la parábola del México contemporáneo y un análisis de los abusos del poder. Piazza siguió algunos de los postulados de Antonin Artaud: el teatro nuevo deje de imitar la acción, al ser antidialéctico y sustituir los diálogos por cantos y danzas, como en El tuerto de oro.
Sus ensayos abordaron aspectos jurídicos de la política y la literatura latinoamericana.

## Zona Rosa
Aunque normalmente se le atribuye a José Luis Cuevas haber llamado "Zona Rosa" al área de la ciudad donde se reunía "La Mafia" y toda la intelligentsia mexicana, en realidad Piazza es quien la nombra de esa manera. Cada uno defendía ser creador del apodo, e incluso hubo cierta discusión pública sobre ese asunto. Finalmente, tras un "volado" en el que Piazza resultó victorioso, ganó la autoría del término.
En 1988 fue designado Cronista oficial de la Zona Rosa, cargo que ejerció hasta 1999.

## Trivia
Aparece como invitado de fiesta en una escena de la película Los caifanes.

## Obras
- 1963 El tuerto de oro.
- 1963 Los hombres y las cosas solo querían jugar.
- 1964 El país más viejo del mundo.
- 1964 Crónicas muy extrañas (con Mario Benedetti, Mario Vargas Llosa, y otros).
- 1966 La mafia.
- 1967 La siesta.
- 1968 El horror inútil.
- 1969 Fábulas.
- 1980 Temporada de excusas.
- 1983 Los cómplices.[4]